# 네이션 오브 이슬람
네이션 오브 이슬람 (Nation of Islam)은 미국에서 이슬람교 선교 활동을 하는 사람들이다. 원래는 흑인만을 회원으로 받아들이고 흑인과 백인의 분리를 주장했다. 흑인을 탄압한 기독교를 서구 백인들의 나쁜 종교로 보고 이슬람을 흑인들을 위한 종교로 선전선동하기도 했다. 그러나 1975년부터는 인종에 관계 없이 회원을 받아들였다. 맬컴 엑스와 무하마드 알리가 이 조직에 참여하였고, 현재 지도자는 루이스 파라칸이다.

## 개요
20세기의 첫 몇몇의 10년간 세월은 아프리카계 미국인들을 위하여 지속적인 도전을 특징 지었다. 사회 경제적, 정치적과 문화적 영역을 조각하는 시도는 권리 박탈의 일조권, 폭도들의 폭력과 좋은 직업들의 부족에서 어려웠다. 증가한 기회들의 소문들을 들은 많은 아프리카계 미국인들은 자신들이 더욱 나은 생활의 선택들을 추구하는 데 남부에서 북부의 도시들로 이주를 특정 지은 대이동에 참가하였다. 하지만 시카고와 디트로이트 같은 도시들에서 아프리카계 미국인들은 빠르게 인종 차별이 대이동을 통하여 탈출될 수 없었다는 것을 알아차리게 되었다.

## 마스터 파드와 운동의 시작

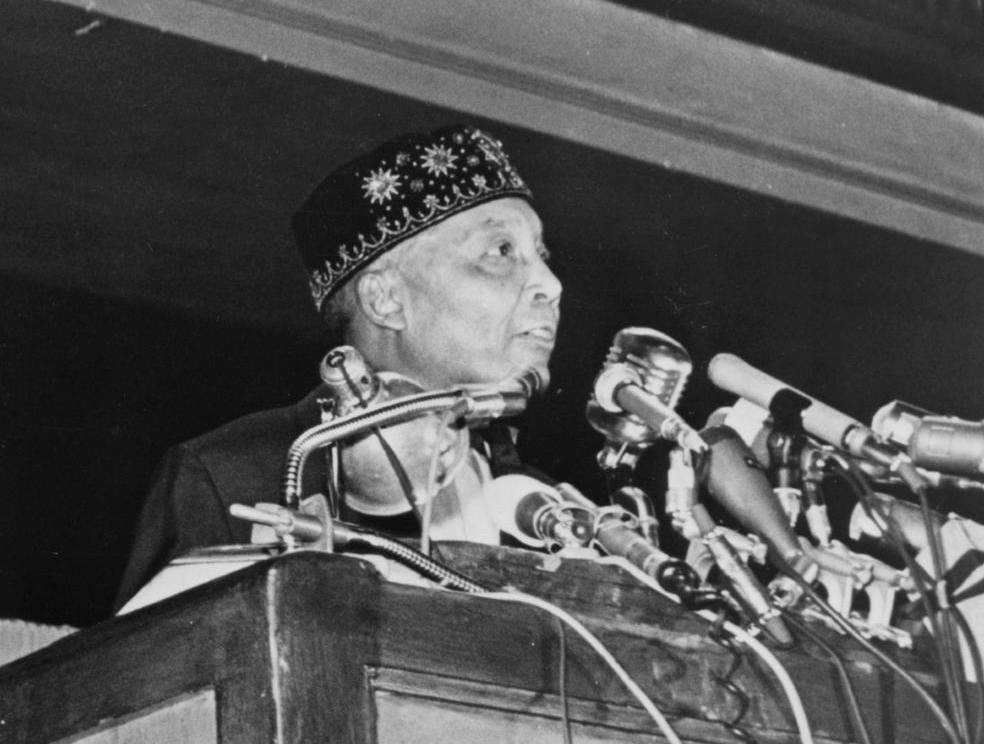
일라이저 무하마드

월리스 파드 무하마드 (1891년 ? ~ 1934년 ?)가 1930년 디트로이트에 나타나 스카프와 다른 물건들을 팔고, 원래 메카에서 온 아시아학 같은 자신들의 진실적인 지위에 근심을 가진 역사 수업에 연루된 대화들에서 열렬한 경청자 참여를 하였다. 그의 가르침은 듣는 사람들을 당혹스럽게 만들었고, 그의 이론들이 환상적으로 보인 동안 디트로이트에서 흑인들이 그의 가르침으로부터 새로운 자존감과 일상 생활의 과정 동안 교전된 억압을 비판하는 방향을 얻으면서 그의 관중들이 자라났다.
위대함을 확보하는 데 흑인들은 그것이 백인들의 가르침 혹은 거부하는 데 필요성이며 흑인 공동체의 진실한 종교 이슬람교를 기꺼이 받아들이는 것이었다고 전시 할 예정이었다. 미국 흑인들은 미국의 광야에서 잃어졌으나 마스터 파드는 그의 가르침과 기초 교육 실력과 형이상학의 융합 서면 자료 - "신의 수업"을 통하여 그들의 전 영광으로 그들을 복구하는 데 보내졌다.
당연히 이것은 이슬람교의 가르침의 명확한 표현이 아프리카계 미국인 공동체들의 문맥 안에서 표현된 처음이 아니었다. 학자들은 최근에 북아메리카에서 초기 무슬림 존재가 노예제가 있는 동안 북아메리카에서 아프리카인 인구의 대략 10 퍼센트였을 것이라고 인정하였다. 초기 아프리카계 미국인 공동체들에서 어린이들에게 동쪽을 향하여 식이 제한과 이슬람 이름들이 주어진 동안 일기장, 자서전들과 공공사업진흥국은 기도식으로서 그런 이슬람교의 실행들로 전부 출석한다. 이 초기 이슬람교의 존재는 개발된 더욱 최근의 실행들에 문화적 기억으로서 지낸다. 예를 들어 네이션 오브 이슬람이 생기기 대충 10년 전에 개발된 무어식 과학 사원은 다른 신학적 방침들과 이슬람교의 가르침을 합친 독트린들을 신봉하였다. 무어식 과학 사원의 회원들은 창립자 노블 드루 알리 (1886년 ~ 1929년)가 후속 지도자들에 다시 육신이 부여되었다고 믿는다. 어떤이들은 네이션 오브 이슬람에 의하여 거절된 주장으로 마스터 파드는 노블 드루 알리가 다시 육신을 부여한 것이었다고 암시한다. 마스터 파드는 자신이 동방에서 왔으며 시기에 더 많은 정보가 드러나면서 특별 임무에 파견되었다고 암시하면서 수수께끼의 정도를 유지하였다.
어떤 견적들은 마스터 템플의 사원이 대충 8,000명의 회원들로 자라났으며 그 중에 가장 중요한 이들의 하나는 일라이저 무하마드 (본명 일라이저 풀, 1897년 ~ 1975년)였다. 흑인 대이동의 일부로서 풀은 남부 (조지아주)에서 디트로이트에 왔다. 그러나 제한된 교육과 함께 풀은 자신의 자라나는 가족의 필요성을 만난 고용을 확실하게 하는 데 어려운 것으로 찾았다. 교회 사역에서 미충족 이자와 합쳐진 이 경제 상황은 그를 좌절하게 놓았으나 영감을 주는 마스터 파드의 가르침에 개방되었다. 마스터 파드를 처음 들었을 때 풀의 이름이 일라이저 무하마드로 바꾸고 파드의 운동에서 성직자로 그의 부름에 절정에 달한 둘 사이에 빠른 연결이 있었다. 1934년 마스터 파드의 신비한 실종과 함께 권력 투쟁이 일어나 일라이저 무하마드에 중심을 두었다. 시기를 위하여 디트로이트를 떠나는 데 강요된 그는 시카고 같은 도시들로 여행을 떠나 마스터 파드의 가르침을 제출하였다.

## 일라이저 무하마드의 가르침

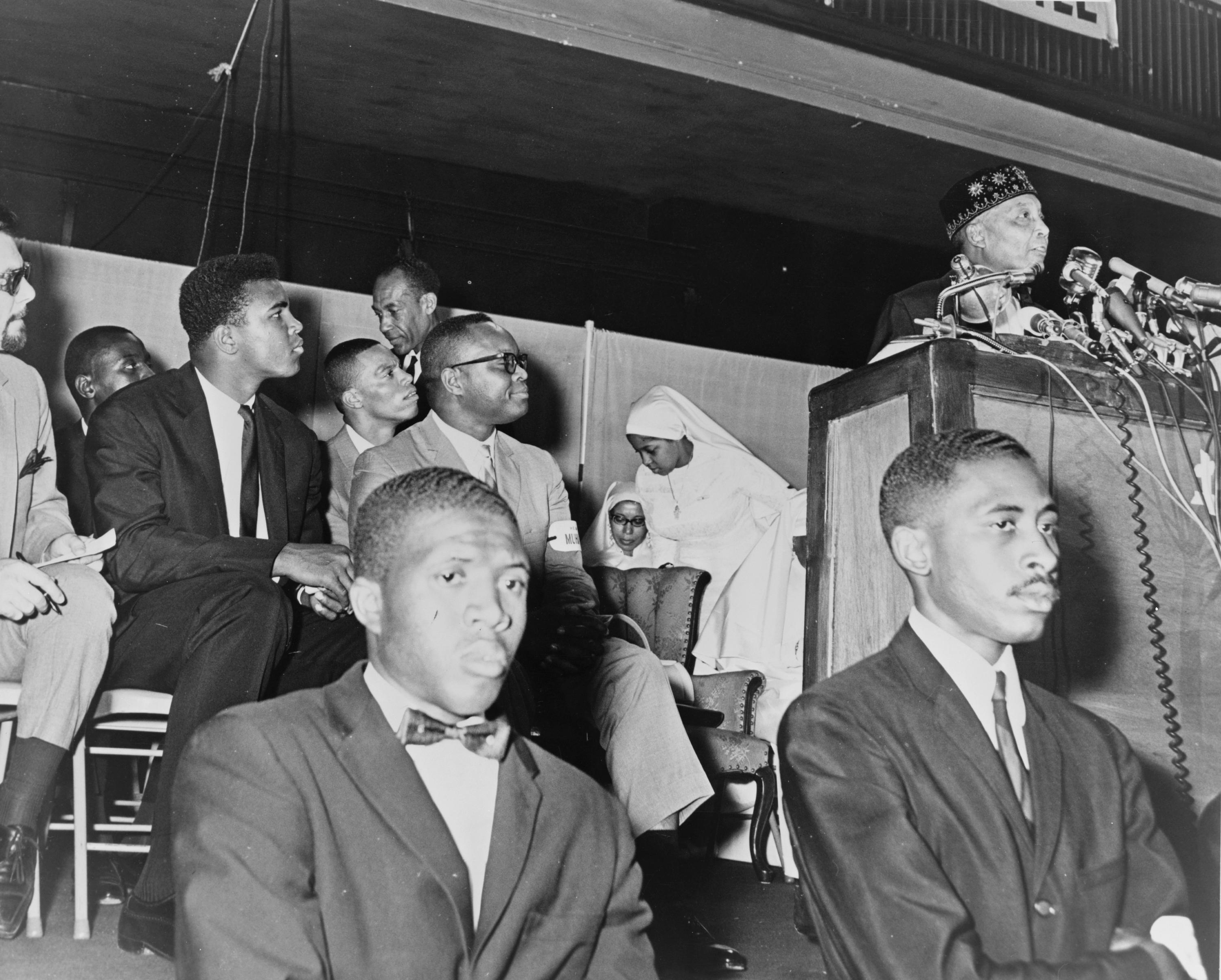
1964년 권투 챔피언 캐시어스 클레이를 포함한 신봉자들에게 연설하는 일라이저 무하마드

새로운 회원들의 집회는 너무 많은 흑인 교회들에서 일어나면서 감정적 반응을 관여하지 않았다. 그것은 일라이저 무하마드 각하의 가르침의 지적이며 심리적으로 고의적 수용을 수반하였다. 이 변형, 흑인의 진실한 자연과 운명의 수용의 완료는 시카고에 있는 일라이저 무하마드의 본부로 개종에 의하여 편지에 보내졌다. 이 편지에서 회원직을 추구하는 사람은 몇몇의 모임에 참가와 독트린에서 확고한 믿음을 암시하였다. 편지는 네이션 오브 이슬람의 삶에 대한 완전한 참여의 의뢰를 포함하였고, 사람의 원래 이름과 함께 작가를 제공하는 데 일라이저 무하마드 각하에게 의문하였다. 새로운 이름이 주어질 때까지 회원들은 알려지지 않은 것을 대표한 X의 사용을 만들었다. 전직 이름은 미국 흑인들의 정체에 노예제의 백인과 손상 효과를 대표하였다. X는 전직 자신의 거절과 알라와 그의 사자 일라이저 무하마드와 새로운 관계와 함께 관련된 새로운 정체성의 포용을 연루하였다.
자급 자족은 네이션 오브 이슬람의 진언들 중의 하나였고 식당, 제과점과 농장을 포함한 조직의 다양한 모험적 사업을 통하여 부분적으로 표현되었다. 완전한 자기 지식으로 향한 단계로서 경제적 자기 결심으로 이 주의는 미국의 농장 지대와 함께 몇몇의 주들로 이루어진 독립적인 흑인 국가의 개발을 통하여 백인들로부터 분리를 위한 조직의 추진과 함께 유지하고 있다. 이 새로운 국가를 융자하는 새로운 명령에 일라이저 무하마드 각하는 20년에서 25년의 세월을 위하여 흑인 국가를 유지하는 데 충분한 기금을 마련하도록 미국 정부를 요구하였다. 네이션 오브 이슬람의 시각으로부터 이것은 대출도 유인물도 아니었다. 그것은 무보수 노예 노동의 세기를 위한 연체 임금이었다. 네이션 오브 이슬람에 의하면 그것은 한명이 동산 노예제의 세기들로부터 결과를 가져온 법령들을 숙고하고 부를 축적했을 때지불하는 데 작은 가격이었다.
강연에서 일라이저 무하마드는 파드가 신 (알라)의 화신이었고 자신이 신답게 우주를 다스릴 운명을 가진 지구의 원래 사람들로서 그들의 진실한 자연에 관하여 미국 흑인들에게 가르치는 데 위임된 신의 사자였다고 선포하였다. 이 가르침의 가장 문제 차원은 우리가 현재 살고 있는 역사의 25,000년 순환기의 예정된 부분으로서 야쿠브 박사로 알려진 현명하지만 미친 과학자에 의하여 만들어진 악마들로서 백인들에게 참고였다. 이 사실적과 역사적 악마 인종은 정해진 연도를 위하여 흑인들을 다스릴 것이라고 이야기한다. 네이션 오브 이슬람은 지배와 멸망의 같은 시기가 자신들의 원래 이슬람교로부터 길을 잃은 흑인들에 의하여 교육 도구로 지내며 그들의 미래 영광을 위하여 정정되고 준비되었다. 네이션 오브 이슬람은 최후적으로 그 신학의 더욱 거친 치수를 부드럽게 하려고 하여 미국 백인들에 공격으로 반대하면서 악의 독트린이 백인의 우월주의와 차별에 은유적 공격을 수반하였다고 주장하였다. 논란의 여지가 있는 동안 이 네이션 오브 이슬람의 더 많이 청구된 전망의 재검토는 1990년대로서 가장 두드러졌다.
네이션 오브 이슬람의 직무는 계몽 운동, 흑인과 백인들의 진실한 자연의 표현과 흑인들이 자신들을 변형시키기 위하여 필요한 도구를 수반하였다. 미국에서 한번 국가를 잃은 흑인들 - the Lost/Found Nation -은 자신의 상식을 얻고 백인들이 처벌을 받고 지구가 불로 정화되고 그러고나서 흑인들이 우주를 다시 통치할 것을 통하여 일어날 심판인 "서부에서 무슬림의 영적 우두머리"로서 일라이저 무하마드 각하의 가르침을 수용하였다. 신의 신실함 (조직의 회원들)이 진실, 자유, 정의와 동등의 원칙들에 의하여 안내된 새로운 문명을 건설하려고 하였다.

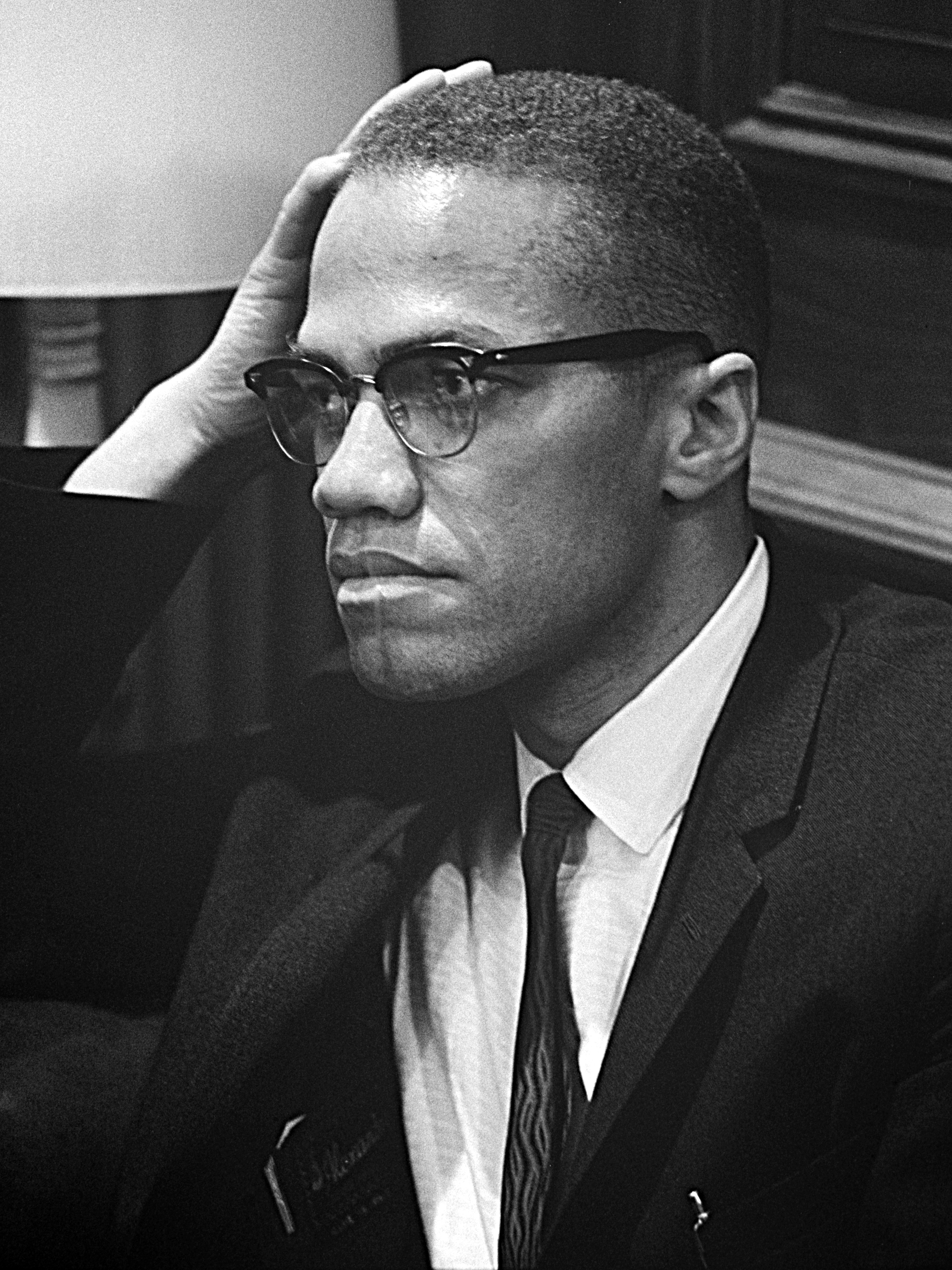
맬컴 엑스

네이션 오브 이슬람 독트린은 백인들의 전파와 백인들의 구속에 대한 희망의 정도 사이에 변동한다. 네이션 오브 이슬람의 정의의 문제와 근심은 내재된 모순을 염려하는 질문을 한다. - "이것이 다른 단체의 억압을 연후할 때마저 공동체가 그 운명을 이루는 것에 처벌을 받아야 하나? 자유 의지가 없기 때문에 선택의 여지가 없지만 특정 방식으로 행동할 때 그 활동들을 위하여 정의의 문제로서 공동체를 비난하는 것이 적절하나?"
네이션 오브 이슬람의 신학와 수사학에서 불일치들은 다양한 경제 계급들의 새로운 회원을 수용하는 데 조직적 구성의 성장과 변경을 방지하지 않았다. 예를 들어 각각의 지방 사원은 일라이저 무하마드 각하의 가르침을 퍼뜨린 성직자를 담고 있었다. 증가하는 업무와 기회들을 촉진하는 데 지방 성직자는 프루트 오브 이슬람과 같은 자회사들의 지휘관들에 의하여 지원되었다. 추가로 일라이저 무하마드는 〈미움이 낳은 미움〉 (1959년) 같은 도큐멘터리들을 포함한 텔레비전, 또한 네이션 오브 이슬람의 라디오 방송과 신문을 통하여 제공한 국내적 진열을 최대화하는 데 그의 성직자들의 조직을 확장시켰다.
공격적으로 흑인 공동체와 교도소 제도의 회원들을 찾아낸 "fishing"으로 불린 진행은 네이션 오브 이슬람을 성장과 조망의 거대한 근원과 함께 마련하였다. 흑인 죄수들과 개인적 연락을 통하여 네이션 오브 이슬람은 대중적 상상력 안에서 중요성과 두드러짐에서 증가한 국내적과 국제적 둘다의 프로필로서 조직에 혜택을 준 카리스마와 매체 호소를 가진 그 최고로 알려진 지도자들 중의 하나인 맬컴 엑스를 얻었다. 민권 운동에서 네이션 오브 이슬람의 참가 부족과 합친 일라이저 무하마드 각하의 개인적인 도덕적 실패들은 맬컴 엑스의 조직과 결별과 1964년 수니파 이슬람교로 그의 집회에 결과를 가져왔다. 맬컴 엑스는 메카로 자신의 순례 여행 동안 다양한 민족과 인종 단체들로부터 무슬림들과 함께 자신의 만남의 관점에서 이슬람교의 기본 요소로서 인종 평등을 포용하였다. 이 전망은 인권 담화의 차원으로서 사회 정의의 획득을 위하여 새로운 전략들에 결과를 가져올 것이다. 그는 1965년 암살에 의하여 자신의 사망 직전에 아프리카계 미국인 통일 기구와 무슬림 모스크 인코퍼레이션을 설립하였다.

## 변형된 네이션 오브 이슬람

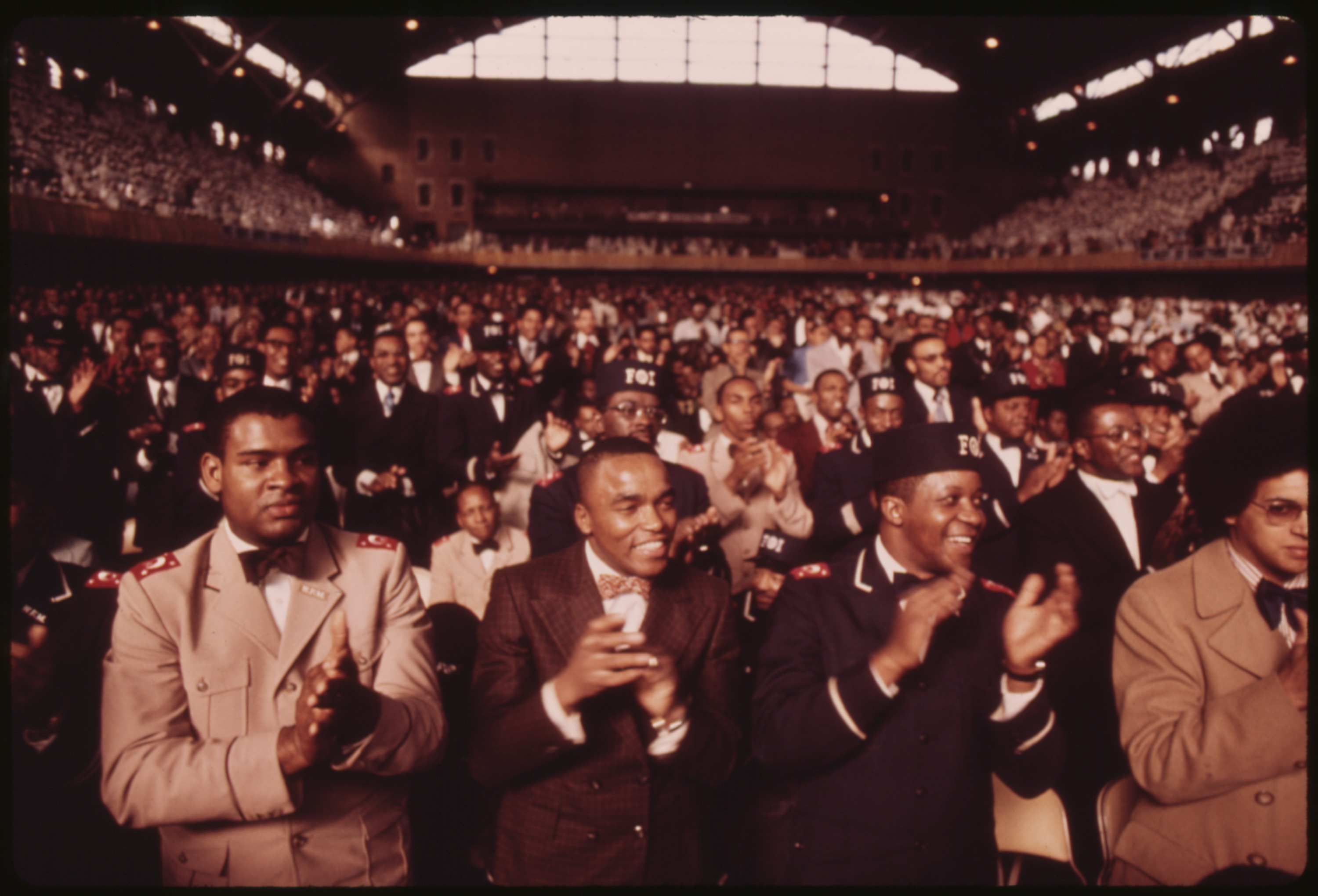
1974년 시카고에서 일라이저 무하마드의 해마다 구조자의 날 연설이 있는 동안 박수를 보내는 무슬림 관중들

1975년 일라이저 무하마드 각하의 사망 후에 그의 아들 월리스 딘 무하마드 (이만 와리트 딘 무하마드, 1933년 ~ 2008년)가 네이션 오브 이슬람의 우두머리로 임명되었다. 더욱 크고 세계적인 이슬람 공동체와 함께 라인에 조직을 데려오는 데 시도한 그는 사원들의 미학을 다시 생각하였다. 그는 의자들 같이 기독교 교회의 덫들을 치웠고 더 많은 이슬람교의 장식과 함께 부친에 의한 말들을 담은 액자로 대체하였다. 더욱 중요하게 조직의 실행들은 전부의 전통적 무슬림들에 의하여 포용된 이슬람교의 믿음, 실행과 태도들의 5개 기념주들을 강화하는 데 빠른 노력을 통하여 근본적으로 변경되었다. 이 변화에 따라 알라로서 마스터 파드와 최종적 사자로서 일라이저 무하마드의 제시는 알라의 정통 이해와 최종적 예언자로서 무하마드의 역할과 함께 충돌 때문에 치워졌다. 자신의 더욱 고귀한 역할의 장소에서 일라이저 무하마드는 지점에서 잘못 안내하였어도 미국 흑인들이 더욱 나은 생활 권리들을 성취하는 도움을 주는 데 추구한 자로서 제시되었다. 신학적과 심미적 변화의 상징으로서 조직의 이름이 서부에서 월드 커뮤니티 오브 이슬람으로 바뀌었고, 1982년 아메리칸 무슬림 미션으로 다시 이름이 바뀌었다. 이만 와리트 딘 무하마드는 최후적으로 종교적 그리고 조직적 의문들과 지원하는 데 아만스로 알려진 종교적 지도자들의 회의를 설립하였고 회원들은 이슬람교의 세계 공동체의 회원으로서 단순하게 자신들을 숙고하는 데 들었다.

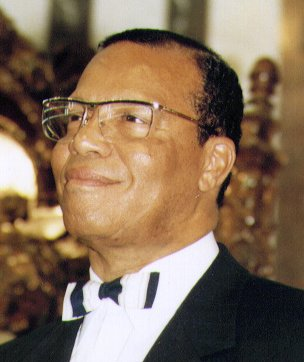
루이스 파라칸

네이션 오브 이슬람은 분열되기 쉬워 왔다. 주목할 만한 이 다양한 조직들 중에는 1964년 젊은 뉴욕 시민들 중에 클래런스 13X (1928년 ~ 1969년)에 의하여 창립된 파이브 퍼센트 네이션으로 신성한 지혜에 기초를 둔 특별한 상식과 함께 신들로서 흑인들을 제시한 네이션 오브 이슬람 신학의 급진적 해석에 기초를 두었으며 가끔 수학을 통하여 공개되었다. 하지만 성직자 루이스 파라칸이 네이션 오브 이슬람으로 이름을 지은 새로운 조직을 형성했을 때 1978년 가장 눈에 잘 띄고 아마 이 파편 단체들의 중요함이 개발되었다. 파라칸은 하나의 중요한 추가와 함께 파드가 알라, 그리고 일라이저 무하마드 각하가 사자였다는 가르침을 포함한 일라이저 무하마드에 의하여 제시된 독트린들을 단언하였다. 파라칸은 전망을 바탕으로 자신이 메시아와 재판의 복귀까지 업무에 수행한 예언자였다는 것을 주장하였다.
시간과 함께 성직자 파라칸 아래 네이션 오브 이슬람의 신학은 다시 일라이저 무하마드 각하에 의하여 제정된 더욱 제한적 제한에 반대하면서 라마단의 한달 동안 금식 기관을 포함하는 데 다시 바꾸려고 하였다. 더욱 나가서 조직의 회원들은 현재 정치에서 역할을 하는 데 격려되었다. 공직에 출마하는 데 네이션 오브 이슬람의 회원들에 격려는 물론 1988년 미국의 대통령직을 위하여 제시 잭슨 목사의 첫 출마에서 자신의 참가를 통하여 이것을 모델로 삼았다. 이것은 파괴를 위하여 표시된 사회에서 정치적 연루에 관한 일라이저 무하마드의 거부들과 함께 명확하게 결별이었다.
유대인 공동체와 관계들이 여전히 기꺼이 긴장된 동안 파라칸은 더욱 큰 이슬람 세계로 연결들을 향상시키는 데 일하였다. 예를 들어 인종과 민족에 상관없이 네이션 오브 이슬람에서 회원직의 유효함은 물론 전부의 재정적이고 유능한 무슬림들에 의하여 이루어진 메카로 순례 여행에서 그의 참가는 미국과 세계에서 종교적과 정치적 전망 안에서 네이션 오브 이슬람의 재배치를 가능하게 만드는 중요한 변화로 연설하였다. 하지만 이 재배치는 표현된 바와 같이 상당한 긴장감 없이 예를 들어 리비아의 무아마르 알 카다피와 네이션 오브 이슬람의 동정 관계와 재정적 원조와 함께 조직을 마련하는 데 리비아 지도자의 노력들을 통해서였다.

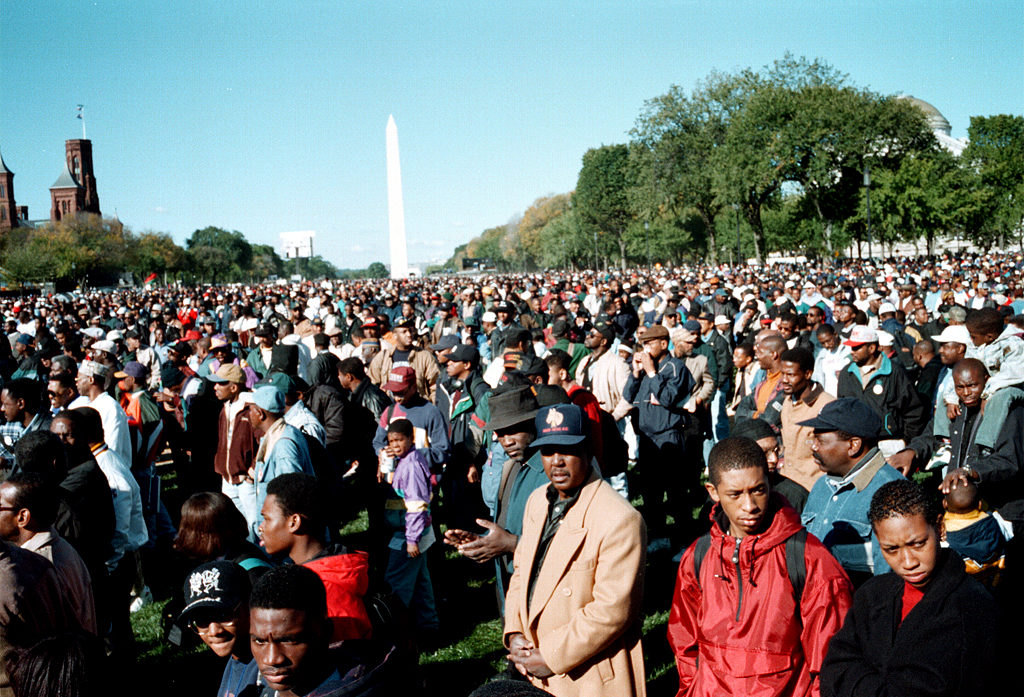
1995년 10월 워싱턴 D. C.에서 열린 100만명 남성 행렬

긴장과 의심스러운 충성의 시기들은 더욱 생산적인 순간들과 섞여왔다. 성직자 파라칸과 네이션 오브 이슬람은 예를 들어 1995년 100만명 남성 행렬 같은 노력들을 통하여 높은 수준의 생존력을 유지하는 데 추구하였다. 이 일은 워싱턴 D. C.에서 다양한 종교, 사회와 경제적 배경들에서 온 흑인 남성들의 모임이었다. 모임 뒤에 목적은 블랙 아메리카의 단결과 활력에 손해를 입게 한 악행에 대한 회개이자 흑인 공동체 안에서 흑인 남성들로서 그들의 적절한 역할로 자신들의 복원에 대한 헌신이었다. 이 이벤트가 성공적이었던 동안 100만명 이상에 도달한 이들에 의하여 측정된 참가와 함께 네이션 오브 이슬람은 긍정적인 관심을 유지해 올 수 없었다. 어느 정도에 그것은 정확하게 국가에게 어려운 회원직과 함께 가장자리의 종교적 전통을 유지한다. 회원직은 30만과 70만명 사이에 일반적으로 범위를 측정한다. 대조적으로 미국에는 대충 400만명의 아프리카계 미국인 수니파 이슬람교도들이 있다.